# Anemopsis
Anemopsis, monotipski  biljni rod iz porodice saururusovki. Jedina vrsta je A. californica, višegodišnja cvjetnica podrijetlom iz jugozapad Sjeverne Amerike, gdje je nazivaju »lizard tail« (gušterov rep) i »yerba mansa« (na španjolskom znači "smirujuća biljka", od yerba = "biljka"; mansa = "mirno ili spokojno").
Yerba Mansa zahtijeva vlažno tlo, pa je najbolje saditi u korita potoka, procjepke ili druga vlažna područja. Od kasnog ljeta do rane zime počinje mirovati i  nestaje, a u kasnu zimu ponovno niče iz korijena. U rano proljeće proizvodi prekrasne bijele cvjetove koji ostaju na biljci dok ne počne mirovati u kasno ljeto. Često će se raširiti poput tepiha po vlažnom tlu i ugušiti sve druge biljke u tom području. Posebno dok cvjeta prilično je lijepa.

## Sinonimi
- Anemia Nutt.
- Aponogeton involucratus Sessé & Moc.
- Anemia californica Nutt.
- Anemopsis bolanderi C.DC.
- Anemopsis californica var. subglabra Kelso
- Anemopsis californica var. typica Kelso
- Anemopsis ludovicisalvatoris Willk.
- Houttuynia bolanderi (C.DC.) Benth. & Hook.f.
- Houttuynia californica (Nutt.) Benth. & Hook.f. ex S.Watson

## Galerija
- A. californica
- A. californica
- A. californica
- A. californica